# Djeria
Djeria est un village de la commune de Belel situé dans la région de l'Adamaoua et le département de la Vina au Cameroun.

## Population
Lors du recensement de 2005, on y a dénombré 148 habitants.
En 2015, Djeria comptait 190 habitants dont 96 hommes et 94 femmes. En termes d'enfants, le village comptait 20 nourrissons (0-35 mois), 3 nourrissons (0-59 mois), 12 enfants (4-5 ans), 44 enfants (6-14 ans), 35 adolescents (12-19 ans), 66 jeunes (15-34 ans).